# David Kelly (futebolista)
David Thomas Kelly (Birmingham, 25 de novembro, 1965) é um ex-futebolista irlandês nascido na Inglaterra. 

## Carreira
Disputou duas Copas do Mundo consecutivas pelo seu país: 1990 e 1994. Curiosamente, seu único título no futebol veio no último de seus 19 anos de carreira: a Copa da Irlanda pelo Derry City Football Club, time da Irlanda do Norte filiado à Federação da República da Irlanda.